# مردت را بخور
«مردت را بخور» (انگلیسی: Eat Your Man) ترانه‌ای از دام دولا، تهیه‌کنندهٔ موسیقی استرالیایی و نلی فورتادو، خواننده و ترانه‌پرداز کانادایی است. این ترانه در ۲ ژوئن ۲۰۲۳ منتشر شد.

## پیش‌زمینه
دام دولا و فورتادو در جشنواره بیاند د ولی در ژانویهٔ ۲۰۲۳ با یکدیگر ملاقات کردند و ترانه‌های «چسب» (اثر بیشپ) و «راستشو بگو» اثر فورتادو را بر روی یک استیج به‌طور مشترک اجرا کردند. این اجرا پس از اجرای چند روز پیش فورتادو در شب سال نو در استرالیا، که نخستین اجرای او پس از پنج سال عدم فعالیت بود، انجام شد.
دولا گفته‌است: «نلی در ابتدا پس از این که هر دو برای اجرا در جشنوارهٔ بیاند د ولی رزرو شدیم، با من تماس گرفت. او مدتی قبل موسیقی من را کشف کرده بود و به آنچه شنیده‌بود علاقه‌مند شده بود. ما بلافاصله دست به کار شدیم.» فورتادو در حال نوشتن چند آهنگ جدید بود و از او به‌عنوان تهیه‌کننده کمک می‌خواست. دولا ادامه داد: «پس از چند روز نوشتن، او گفت که دوست دارد با هم روی یک قطعهٔ کلاب کار کنیم، و ما شروع به کنار هم قرار دادن ایده‌های خود کردیم، مدتی بعد «مردت را بخور» متولد شد».
در مهٔ ۲۰۲۳، فورتادو تأیید کرد که در حال کار بر روی یک ترانهٔ جدید است و گفت: «من موسیقی زیادی دارم. من در ۱۸ ماه گذشته صد آهنگ ضبط کرده‌ام، و بسیار هیجان‌زده هستم که موسیقی جدیدی را به مردم عرضه کنم.» در ۲۶ مهٔ ۲۰۲۳، فورتادو در حساب‌های خود در شبکه‌های اجتماعی از انتشار «مردت را بخور» خبر داد.

## جدول‌های موسیقی
| جدول (۲۰۲۳)                                       | بهترین جایگاه |
| ------------------------------------------------- | ------------- |
| استرالیا (ای‌آرآی‌ای)                               | ۸۴            |
| قطعات کلاب استرالیا (ای‌آرآی‌ای)                    | ۱             |
| رقص استرالیا (ای‌آرآی‌ای)                           | ۶             |
| سی‌اچ‌آر/تاپ ۴۰ کانادا (بیلبورد)                    | ۲۸            |
| فروش ترانه‌های دیجیتال کانادا (بیلبورد)            | ۲۵            |
| کلاب هلند (۴۰ آهنگ برتر هلند)                     | ۱             |
| تک‌آهنگ‌های داغ نیوزیلند (آرام‌ان‌زد)                 | ۱۳            |
| دانلود تک‌آهنگ‌های بریتانیا (اوسی‌سی)                | ۸۱            |
| ترانه‌های داغ رقص/الکترونیک ایالات متحده (بیلبورد) | ۱۵            |